# Zora Piazza
Zora Piazza (Vercelli, 28 novembre 1919 – Roma, ...) è stata un'attrice italiana.

## Biografia
Dopo essersi diplomata all'Accademia nazionale d'arte drammatica, inizia a recitare in varie compagnie alla fine degli anni trenta, nel dopoguerra debutta nel cinema, nella pellicola Abbasso la ricchezza!: saranno 5 i film che la vedranno nel cast. Attiva nella prosa radiofonica Rai a partire dal 1947 e in quella televisiva dei primi anni cinquanta, fece parte della compagnia del Teatro d'Arte Italiano diretta e fondata da Vittorio Gassman e Luigi Squarzina, del quale divenne la prima moglie nel 1948 e da cui ebbe un figlio nel 1953 (Federico). Lavorò anche al Piccolo Teatro di Milano, sotto la direzione di Giorgio Strehler, nel 1954.

## Prosa teatrale
- Peer Gynt di Henrik Ibsen, regia di Vittorio Gassman, prima al Teatro Valle di Roma il 22 dicembre 1950.
- Detactive Story, regia di Luigi Squarzina, prima al Teatro Valle il 30 gennaio 1951.
- La vedova scaltra, regia di Luigi Squarzina, prima al Teatro Valle il 27 maggio 1951.
- La trilogia della villeggiatura di Carlo Goldoni, regia di Giorgio Strehler, prima al Piccolo Teatro di Milano il 23 novembre 1954.
- Tè e simpatia, regia di Luigi Squarzina, prima al Teatro Valle di Roma il 14 dicembre 1955

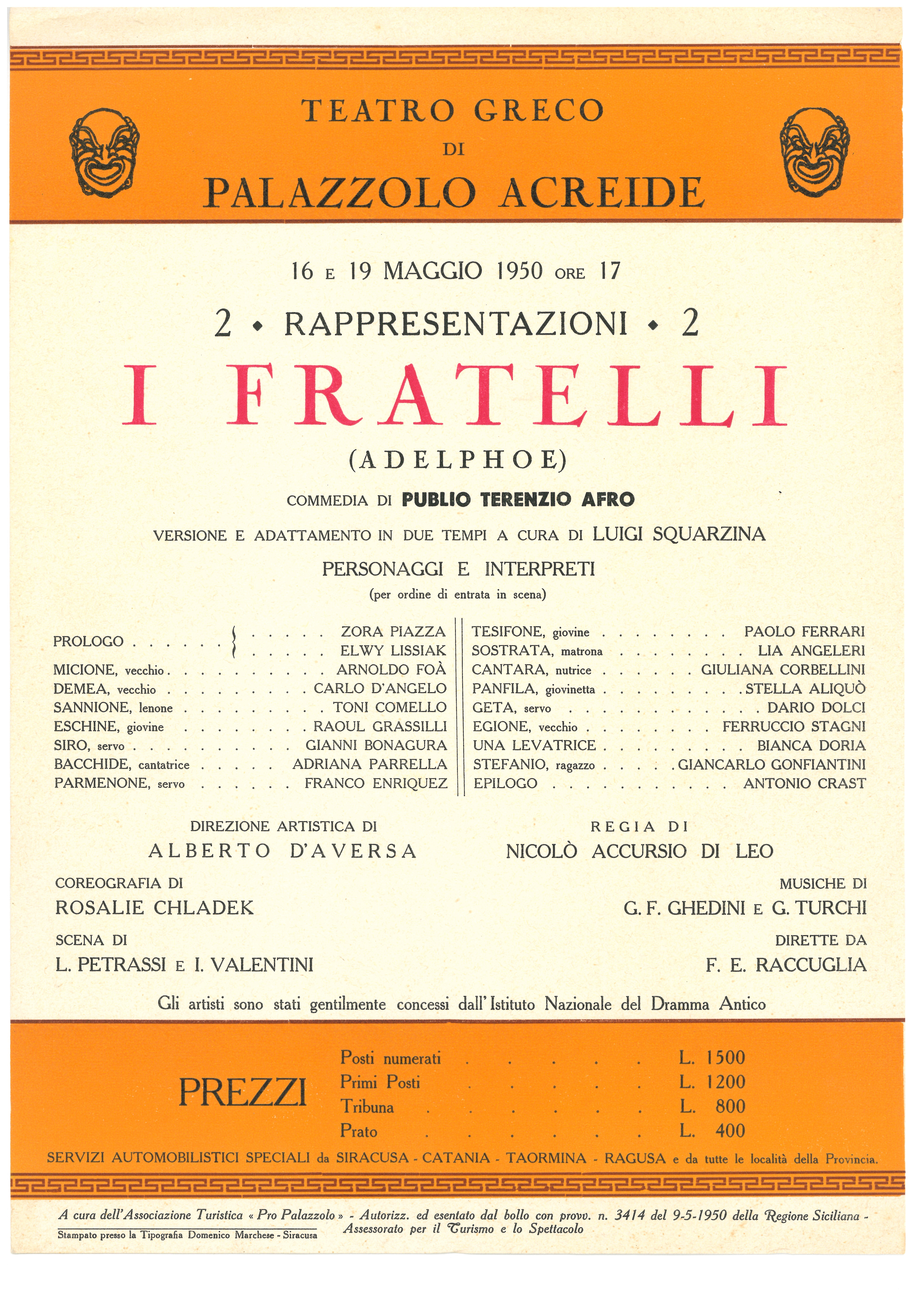
Locandina I Fratelli 1950

## Prosa televisiva Rai
- Il potere e la gloria, regia di Luigi Squarzina, trasmessa il 24 agosto 1955.

## Filmografia
- Abbasso la ricchezza!, regia di Gennaro Righelli (1946)
- Montecassino, regia di Arturo Gemmiti (1946)
- La monaca di Monza, regia di Raffaello Pacini (1947)
- L'uomo dal guanto grigio, regia di Camillo Mastrocinque (1948)
- Wanda, la peccatrice, regia di Duilio Coletti (1952)